# Sexual Guarantee
Sexual Guarantee è un singolo del gruppo musicale dance svedese Alcazar, pubblicato il 26 novembre 2001 dall'etichetta discografica BMG.
La canzone è stata scritta da Nile Rodgers, Bernard Edwards, Alexander Bard, Anders Hansson, Johan Strandkvist e prodotta da Bard, Hansson e Strandkvist. Contiene un campionamento di My Forbidden Lover degli Chic.
Il singolo ha riscosso un buon successo in tutta l'Europa, seppur non tanto quanto il precedente Crying at the Discoteque, ed è stato tratto dall'album di debutto del gruppo, Casino.

## Tracce
CD-Maxi (RCA 74321 91093 2 / EAN 0743219109323)
1. Sexual Guarantee (Original Version) - 3:34
2. Sexual Guarantee (Johan S Vocal Club Mix) - 5:25
3. Sexual Guarantee (Fu-Tourist Remix) - 5:35
4. Sexual Guarantee (Johan S Dub Mix) - 7:27

CD-Single (RCA 74321 91092 2)
1. Sexual Guarantee (Original Version) - 3:34
2. Sexual Guarantee (Fu-Tourist Remix) - 5:35

## Classifiche
| Classifica (2001-2002) | Posizione raggiunta |
| ---------------------- | ------------------- |
| Belgio (Vallonia)      | 1                   |
| Belgio (Fiandre)       | 16                  |
| Brasile                | 25                  |
| Italia                 | 17                  |
| Svezia                 | 28                  |
| Regno Unito            | 30                  |
| Paesi Bassi            | 30                  |
| Svizzera               | 46                  |